# Pas paa Ægtemændene
Pas paa Ægtemændene er en amerikansk stumfilm fra 1921 af Frank Urson.

## Medvirkende
- Ethel Clayton som Marion Shipley
- T. Roy Barnes som John Shipley
- Fontaine La Rue som Mrs. Willy Strong
- Theodore Roberts som Shipley
- William Boyd som Robert Pitts
- Michael D. Moore
- Mattie Peters